# رستم پاشا
رستم پاشا، (زادهٔ حدود ۱۵۰۰ در سکرادین دالماسی ـ درگذشته ژوئیه ۱۵۶۱)، یک کروات بود که به زمام‌داری و ژنرالی در دربار عثمانی رسید. او به‌عنوان وزیر اعظم سلیمان قانونی خدمت کرد. وی همچنین به‌عنوان «داماد رستم پاشا» (به‌معنی داماد دربار عثمانی) شناخته می‌شد، چرا که با مهرماه سلطان، دختر سلطان سلیمان و همسر قدرتمندش خرم سلطان، ازدواج کرده بود. 
مسجد رستم پاشا در فاتح استانبول قرار دارد رستم پاشا تمام قدرت و نفوذ و ثروتش را به وسیله مادر همسرش خرم سلطان که زنی بسیار قدرتمند و پرنفوذ در امپراتوری عثمانی بود و در سلطنت کنار سلطان بود به دست آورد خرم سلطان سلطه بسیاری بر همسرش و دیگر وزیران عثمانی داشت رستم پاشا به مدت دوازده سال به عنوان وزیراعظم و فرمانده سپاه برای خرم سلطان در دیوان و ارتش حضور داشت و خرم سلطان تمامی امور سیاسی و نظامی را در دست داشت و به واسط وزیر اعظم بر امپراتوری عثمانی حکومت کرد حتی زمانی که کارا احمد پاشا روی کار بود و رستم پاشا از قدرت خلع شد بود خرم سلطان هنوز بر کارهای دیوان و دربار و ارتش نظارت داشت و با کمک دخترش مهرماه سلطان کارا احمد پاشا را اعدام کرد و رستم پاشا علاوه بر به قدرت صدراعظم برگشت بلکه قدرتش بیشتر هم شد که این امر رستم پاشا را دومین وزیر اعظم قدرتمند امپراتوری عثمانی تبدیل کرد البته دوباره تمام قدرت عملا در دست خرم سلطان افتاد.

## نقش رستم پاشا در قتل شهید ثانی
قاضی صیدا به سلطان روم عثمانی نامه ای نوشت که در بلاد شام (سوریه) مردی عالم زندگی می‌کند که بدعت‌گذار و بیرون از مذاهب
چهارگانه اهل سنت و مشغول تبلیغ عقاید خود می‌باشد؛ سلطان سلیمان، رستم پاشا را که وزیر او بود، برای دستگیری وی مأمور ساخت و گفت باید او را زنده دستگیر کنی تا با دانشمندان استانبول مباحثه کند و از عقاید او تفتیش شود تا سرانجام از مذهب و آئین او مطلع گردند رستم پاشا به جبع رفت و از وی پرس‌وجو کرد به او گفتند که به حج رفته‌است این مأمور در هنگام راه مکه به شهید ثانی رسید؛ در راه به شخصی برخوردند که گفت: تو دربارهٔ این مرد در اثنای راه کوتاهی کرده و او را آزار رسانده‌ای، ممکن است در حضور سلطان از تو شکایت کند و دوستان و یاران او نیز به حمایت و دفاع از وی برخیزند و برای تو موجبات ناراحتی و احیاناً قتل فراهم کنند؛ پس همین‌جا سرش را از بدن جدا کن و سر بریده اش را نزد سلطان ببر.
رستم پاشا در کنار دریا او را گردن زد و آنگاه سر بریده او را حضور سلطان آورد سلطان بر او برآشفت و رستم پاشا به این جرم، محکوم به مرگ گردید.
مدت سه روز جسد او بر روی زمین ماند و کسی او را دفن نکرد سرانجام جسد او را به دریا افکندند.

## نگارخانه

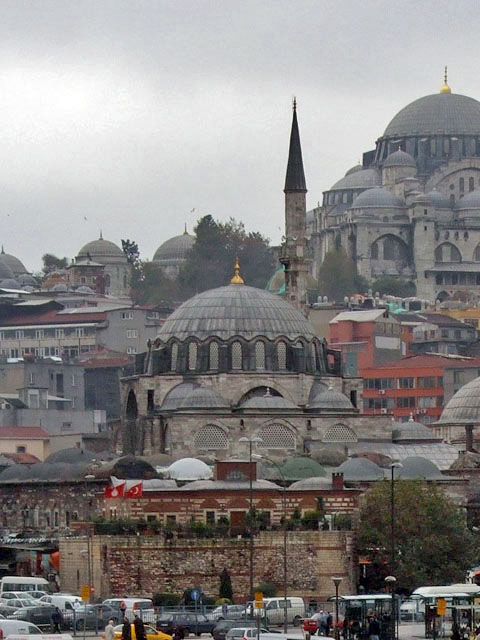
مسجد رستم پاشا در میانه تصویر کنار مسجد سلیمانیه که در بالا سمت راست مشخص است.
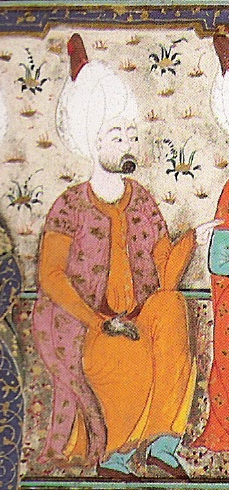